# 안드로메다자리 V385
안드로메다자리 V385(영어: V385 Andromedae)는 안드로메다자리에 있는 M형 주계열성 불규칙 변광성이다.